# کارنا لام
کارنا لام (انگلیسی: Karena Lam؛ زادهٔ ۱۷ اوت ۱۹۷۸) هنرپیشه و خواننده اهل تایوان است. وی در کشور کانادا متولد شده است. از فیلم‌هایی که وی در آن نقش داشته است می‌توان به ابریشم و دن کیشوت اشاره کرد.